# كأس الجزائر 1994–95
كأس الجزائر 1994–95 هو موسم من كأس الجزائر. أشرف على تنظيمه الإتحاد الجزائري لكرة القدم، وكان عدد الأندية المشاركة فيه 64، وفاز فيه شباب بلوزداد.